# Cybocephalus nigriceps
Cybocephalus nigriceps is een keversoort uit de familie Cybocephalidae. De wetenschappelijke naam van de soort is voor het eerst geldig gepubliceerd in 1908 door Sahlberg.